# Diana García Orrego
Diana María García Orrego, destacada deportista colombiana de la especialidad de Ciclismo que fue campeona suramericana en Medellín 2010 y campeona de Centroamérica y del Caribe en Mayagüez 2010.

## Trayectoria
La trayectoria deportiva de Diana María García Orrego se identifica por su participación en los siguientes eventos nacionales e internacionales:

### Juegos Panamericanos
En su desempeño de la decimoquinta edición de los Juegos Panamericanos de 2007 en Río de Janeiro, logró la medalla de oro en velocidad individual. En los Juegos de 2011 en Guadalajara sumó una medalla de plata en velocidad por equipos  junto a su compatriota Juliana Gaviria, quienes cayeron en la final ante la pareja venezolana y fue medalla de bronce en velocidad individual en estos mismos juegos:
- Medalla de oro: Velocidad individual (2007)
- Medalla de plata: Velocidad por equipos junto a Juliana Gaviria (2011)
- Medalla de Bronce: Velocidad individual (2011)

### Juegos Suramericanos
Fue reconocido su triunfo de ser el noveno deportista con el mayor número de medallas de la selección de  Colombia en los juegos de Medellín 2010.

#### Juegos Suramericanos de Medellín 2010
Su desempeño en la novena edición de los juegos, se identificó por ser el decimonoveno deportista con el mayor número de medallas entre todos los participantes del evento, con un total de 4 medallas:

- , Medalla de oro: Ciclismo Pista Velocidad Mujeres
- , Medalla de oro: Ciclismo Pista 1 km Mujeres
- , Medalla de oro: Ciclismo Pista Keirin Mujeres
- , Medalla de oro: Ciclismo Pista Velocidad Equipo Mujeres

### Juegos Centroamericanos y del Caribe
Fue reconocido su triunfo de ser la primera deportista con el mayor número de medallas de plata de la selección de  Colombia 
en los juegos de Mayagüez 2010.

#### Juegos Centroamericanos y del Caribe de Mayagüez 2010
Su desempeño en la vigésima primera edición de los juegos, se identificó por ser la segunda deportista con el mayor número de medallas de plata entre todos los participantes del evento, con un total de 4 medallas:

- , Medalla de oro: Scratch
- , Medalla de plata: Contra reloj
- , Medalla de plata: Keirin
- , Medalla de plata: Mujeres
- , Medalla de plata: Mujeres por Equipo

5° Campeonato Mundial Francia 2006
- , Copa Mundo Manchester 2009